# Limacina inflata
Limacina inflata är en snäckart som först beskrevs av d'Orbigny 1836.  Limacina inflata ingår i släktet Limacina och familjen Limacinidae. Inga underarter finns listade i Catalogue of Life.